# Boa Ventura (São Vicente)
Boa Ventura é uma povoação portuguesa sede da Freguesia de Boa Ventura do Município de São Vicente, freguesia com 26,20 km² de área e 1034 habitantes (censo de 2021), tendo, por isso, uma densidade populacional de 39,5 hab./km².
Boa Ventura localiza-se a uma latitude de 32° 58' e a uma longitude de -17° 5'. Tem costa no Oceano Atlântico, a norte, fazendo fronteira com as freguesias de Ponta Delgada (no município de São Vicente), a oeste, do Arco de São Jorge (no município de Santana), e com a sede do município, São Vicente, estando a ela ligada por uma velha estrada regional.
É uma freguesia essencialmente rural, composta na sua maior parte por terrenos agrícolas. À medida que se avança para sul, a freguesia torna-se mais montanhosa, sendo particularmente íngreme na fronteira com a freguesia do Curral das Freiras (Município de Câmara de Lobos).

## Demografia
A população registada nos censos foi:
| Distribuição da População por Grupos Etários | Distribuição da População por Grupos Etários | Distribuição da População por Grupos Etários | Distribuição da População por Grupos Etários | Distribuição da População por Grupos Etários |
| -------------------------------------------- | -------------------------------------------- | -------------------------------------------- | -------------------------------------------- | -------------------------------------------- |
| Ano                                          | 0-14 Anos                                    | 15-24 Anos                                   | 25-64 Anos                                   | > 65 Anos                                    |
| 2001                                         | 279                                          | 240                                          | 680                                          | 338                                          |
| 2011                                         | 148                                          | 137                                          | 615                                          | 321                                          |
| 2021                                         | 90                                           | 81                                           | 546                                          | 317                                          |

## Património
Património arquitectónico referenciado no SIPA:
- Casa da Silveira / Solar da Silveira
- Casa do Povo de São Vicente